# Cantón de Coulanges-sur-Yonne
El cantón de Coulanges-sur-Yonne era una división administrativa francesa, que estaba situada en el departamento de Yonne y la región de Borgoña.

## Composición
El cantón estaba formado por diez comunas:
- Andryes
- Coulanges-sur-Yonne
- Crain
- Étais-la-Sauvin
- Festigny
- Fontenay-sous-Fouronnes
- Lucy-sur-Yonne
- Mailly-le-Château
- Merry-sur-Yonne
- Trucy-sur-Yonne

## Supresión del cantón de Coulanges-sur-Yonne
En aplicación del Decreto n.º 2014-156 de 13 de febrero de 2014, el cantón de Coulanges-sur-Yonne fue suprimido el 22 de marzo de 2015 y sus 10 comunas pasaron a formar parte; ocho del nuevo cantón de Joux-la-Ville y dos del nuevo cantón de Vincelles.